# هامنيونغ داي غن
الأمير العظيم هامنيونغ (함녕대군 | 咸寧大君) هو الابن الأكبر ليغجو ملك جوسون (익조 | 翼祖). اسمه الشخصي يي آن (이안 | 李安), وهناك اسم آخر هو يي غيسو (이규수 | 李嬀水). ارتفعت مرتبته إلى تشبونغ من قبل الإمبراطور غوجونغ في 3 ديسمبر 1872 .

## حياته
تاريخ ولادته غير معروف، هو الابن الأكبر ليغجو ملك جوسون (익조 | 翼祖) من الملكة جونغسغ من عشيرة يونغهنغ تشوي (정숙왕후 영흥최씨 | 貞淑王后 永興崔氏). له سبعة إخوة أشقاء أصغر منه.
رغم أن له ابناً واحداً إلا أن أحفاده انتشروا بكثرة. تاريخ وفاته غير معروف، لكن قبره في مقاطعة هامهينغ الشمالية.

## أسرته

### أقاربه
- الجد: موغجو ملك جوسون، (목조 | 穆祖).
- الأب: يغجو ملك جوسون، (익조 | 翼祖).
- الأم: الملكة جونغسغ من عشيرة يونغهنغ تشوي، (정숙왕후 영흥최씨 | 貞淑王后 永興崔氏).
- الإخوة:
  - الأمير العظيم هامتشانغ (함창대군 | 咸昌大君), يي جانغ (이장 | 李長).
  - الأمير العظيم هاموون، (함원대군 | 咸原大君), يي سونغ (이송 | 李松).
  - الملك العظيم دوجو، (도조대왕 | 度祖大王), يي تشن (이춘 | 李椿).
  - الأمير العظيم هامتشون، (함천대군 | 咸川大君), يي وون (이원 | 李源).
  - الأمير العظيم هامرينغ، (함릉대군 | 咸陵大君), يي غوتاي (이고태 | 李古泰).
  - الأمير العظيم هاميانغ، (함양대군 | 咸陽大君), يي جون (이전 | 李腆).
  - الأمير العظيم هامسونغ، (함성대군 | 咸城大君), يي ينغ-غو (이응거 | 李應巨).
- الأخوات:
  - الأميرة آني، (안의공주 | 安懿公主).

### العائلة
- الزوجة: بيونغسان من عشيرة شن (평산신씨 | 申氏), أنجبت:
- الابن: الأمير بيونغرينغ (평릉군 | 平陵 君), اسمه الشخصي: يي هين (賢 | 贤), الابن الوحيد.
  - الحفيد: الأمير هايبنغ (해풍군) يي مانس (만수 | 萬守).
    - ابن الحفيد: الأمير سوتشون (서천군) يي تشونبونغ (천봉 | 天鳳).
      - حفيد الحفيد: جسون (지손 | 枝孫).
        - ابن حفيد الحفيد: نامساينغ (남생 | 南生), (ولد في 1442 ومات في «غير معروف»).
          - حفيد حفيد الحفيد: سوكغن (석근 | 碩根).
          - حفيد حفيد الحفيد: سوكلم (석림 | 碩林).
            - ذرية: يونغهنغ (영흥).
            - ذرية: جونغبيونغ (정평).
            - ذرية: غو وون (고원).
            - ذرية: منتشون (문천).
            - ذرية: جانغجن (장진).

### السلالة
- دونغبايك (동백 | 東伯), (ولد في 1795 ومات في «غير معروف»).
- بوكسل (복술 | 福述), (ولد في 1801 ومات في «غير معروف»).
- هانغبن (항빈 | 恒彬), (ولد في 1847 ومات في «غير معروف»).
- إنبايك (인백 | 仁伯), (ولد في 1793 ومات في 1880).
- تشهيون (치현 | 致顯), (ولد في 1804 ومات في «غير معروف»).